# آلباترا
آلباترا (به اسپانیایی: Albatera) دهستانی در استان آلیکانتهٔ اسپانیا است.
در این دهستان ۱۱۶۵۶ نفر زندگی می‌کنند. مساحت این دهستان ۶۶٫۵۳ کیلومتر مربع است.